# Firebird (Trompete)

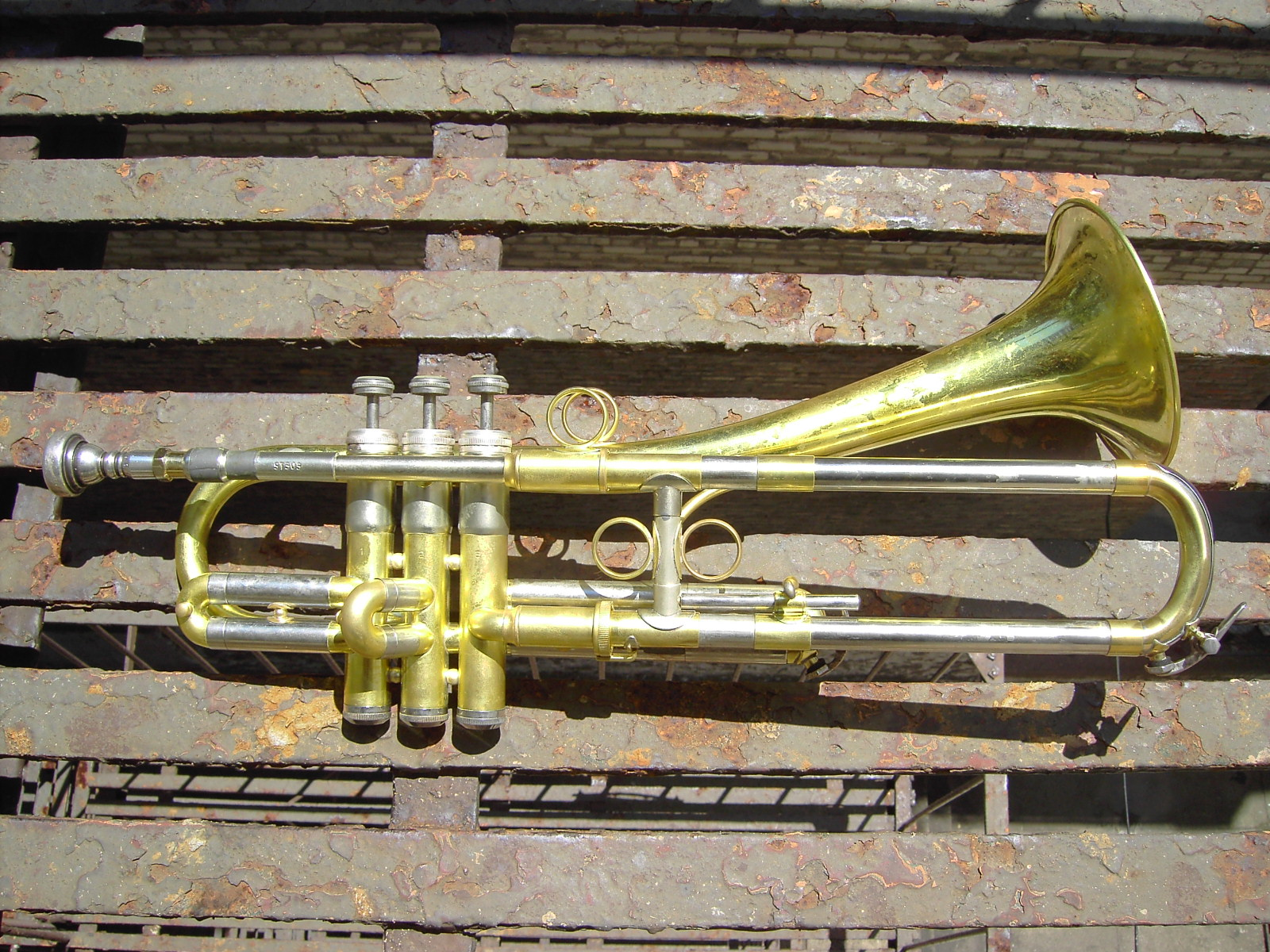
Die Firebird-Trompete

Die Firebird ist eine Variante der Trompete mit den üblichen drei Ventilen und einem zusätzlichen Handzug, ähnlich wie bei einer Sopranposaune. Diese Bauart wurde von Maynard Ferguson und Larry Ramirez entwickelt und bleibt bis heute ein sehr seltenes und spezielles Instrument. Es wurde in geringer Stückzahl von Holton produziert.

## Geschichte
Instrumente, welche sowohl über Ventile als auch einen Handzug verfügen, gab es bereits Anfang des 20. Jahrhunderts. Ein beliebtes Modell stammt von C. G. Conn.
Der Jazztrompeter Maynard Ferguson und die Firma Holton (heute ein Teil von C. G. Conn) arbeiteten gemeinsam an der Entwicklung von Fergusons Trompete, dem Model ST302. Der Entwickler der Trompete, Larry Ramirez, erzählte Ferguson von einer Ventil-/Zug-Posaune, welcher er 12 Jahre zuvor gebaut hatte, und so kam es, dass er im Oktober 1974 für Ferguson wieder ein solches Instrument, mit dem Namen „Superbone“, baute.
Nachdem Ferguson mit der Superbone auf Konzertreisen gegangen war, sprach er mit Ramirez über die Möglichkeit, eine Trompete mit der gleichen Ventil-/Zug-Kombination zu bauen. Um die Gesamtlänge einer Bb-Trompete beizubehalten, musste der Handzug mit lediglich 4 statt der bei Posaunen üblichen 7 Positionen auskommen. Zusätzlich wurde das Schallstück etwa 20 Grad nach oben gebogen, um Platz für den ausgezogenen Handzug zu lassen. Das Instrument wurde „Firebird“ getauft und ging am 28. Mai 1983 in Produktion. Die Firebird trägt die Modellbezeichnung ST303.
Im Jahr 2000 entwickelte Ramirez die Idee für eine Firebird-Trompete mit allen 7 Handzugpositionen. Der Zug ist als Teleskopstange konstruiert, praktisch ein Zug im Zug, welcher sich somit auf die doppelte Länge ausziehen lässt. Ein Prototyp wurde für Ferguson gebaut und Jahre später ein zweites Exemplar, nachdem das erste zu Schaden gekommen war. Diese beiden Instrumente sind bis heute die einzigen existierenden Firebird-Trompeten mit 7 Handpositionen.

## Spieltechnik
Die Firebird kann sowohl allein mit den Ventilen als auch durch Kombination von Ventilen und Handzug gespielt werden. Da lediglich die ersten 4 Zugpositionen verfügbar sind, verlangen manche tiefere Töne (tief F♯, G, A♭, C♯, D, E♭ und zweites A♭) die Verwendung der Ventile. Höhere A♭ können auch auf den unreinen Obertönen gespielt werden, da der Zug mikrotonale Anpassungen erlaubt.
Die Trompete kann sowohl mit der linken wie auch mit der rechten Hand gehalten werden, was auch für die Bedienung der Ventile gilt, da dies mit Hilfe von zwei Fingerringen auf der Oberseite erleichtert wird. Auch kann der Handzug mit beiden Händen bedient werden, was dem Spieler die Möglichkeit eröffnet, die Ventile mit der rechten und den Zug mit der linken Hand zu bedienen, oder auch umgekehrt.
Vom Handzug abgesehen, ist die Spieltechnik der Firebird nicht anders als bei sonst üblichen Trompeten.

## Bekannte Künstler
Bekannte Künstler, welche die Firebird bei Aufnahmen und in Konzerten verwendet haben:
- Axel Dörner
- Don Ellis
- Maynard Ferguson
- Leonel Kaplan
- Lee Morgan
- James Morrison
- Marcus Kunkel